# Ball Pla de Vilafranca
El Ball Pla de Vilafranca del Penedès és un dels balls seguici de la Festa Major de Vilafranca del Penedès. Es tracta d'una representació de les danses tradicionals catalanes dels segles xvi-xviii. El conformen vuit parelles d'hereu i pubilla que interpreten coreografies de parella i de grup.
El ball pla fou popular a Vilafranca fins a mitjan segle xix, època en què serà substituït per altres danses i es conservarà només les zones més rurals del Penedès. Durant la primera meitat del segle xx hi hagué diversos grups d'esbart a la vila que recuperaran el ball pla. Durant la Festa Major de 1973 es recuperà el ball que, amb membres diferents, s'ha mantingut fins a l'actualitat.

## Història

### Orígens
Les danses que representa el Ball Pla de Vilafranca són pròpies dels segles xvi-xviii, aquelles que es ballaven abans que es popularitzés la sardana. El ball pla, en concret, era una dansa molt generalitzada a Catalunya i una de les més típiques, és a dir, es tractava d'una dansa molt popular que tothom sabia ballar. Una de les referències més antigues es troba en un romanço popular imprès a Barcelona l'any 1616:
| « | Fent la Sardana i lo ball plà tots mà per mà. | » |

El ball pla va tenir molta vitalitat a Vilafranca del Penedès fins a mitjan segle xix, el ball pla es ballava totes les diades importants a la sortida dels oficis religiosos. Sovint, les poblacions tenien alguna plaça destinada a fer-hi el ball pla, en el cas de Vilafranca, es ballava davant de l'església de Santa Maria o a l'actual plaça de la Constitució, abans coneguda com la plaça del Blat. També es ballava en diades especials, com la visita del rei Carles IV el 1802 o la convocatòria de les Corts i sanció de l'Estatut Reial de 1834, i en diversos aplecs, com el de Sant Pau o el de Penyafel.
Aquesta dansa, com altres del repertori del ball, es manté força viva fins a finals del segle xix. Aleshores, s'inicia un període de decadència i transformació, fent que el ball pla perdés el seu caràcter popular i deixés de ser un esdeveniment social. A Vilafranca, l'última vegada que hi ha documentat que es ballés ball pla va ser a mitjan segle xix i al Penedès, l'última vegada que es va ballar va ser per la Candelera de l'any 1934, davant l'església de Lavern.

### Recuperació

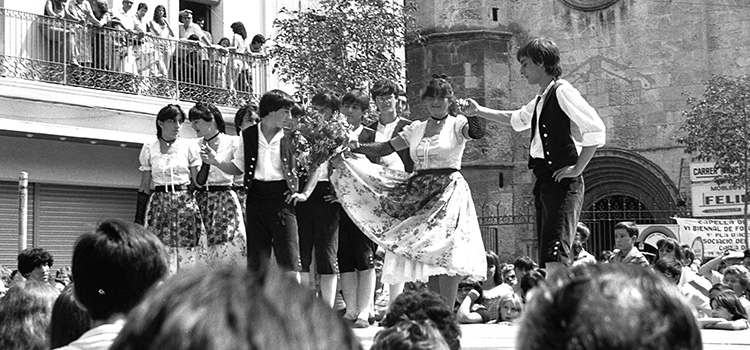
Recuperació del Ball Pla de Vilafranca (finals del)

Els anys vint del segle xx, durant la dictadura del Primo de Rivera, es fundà l'esbart dansaire del Foment Sardanista Vilafranquí. El grup, que ballava diverses danses catalanes entre les quals el ball pla, es va dissoldre a mitjan dècada dels anys trenta amb la desaparició del Foment Sardanista Vilafranquí. Durant els anys quaranta sorgí un altre grup d'esbart que estaria en actiu durant uns dos anys. No es tornarà a ballar ball pla a Vilafranca fins als anys setanta.
L'any 1973 un grup d'alumnes de l'institut Eugeni d'Ors, assessorades per Claudi Badell i amb un vestuari dissenyat per Miquel Baró van formar un grup per ballar per la Festa Major. Aquest grup, format exclusivament per noies va ballar fins al 1975. Al cap de dos anys, el 1977, es va formar un grup mixt de 6 parelles. Aquest grup amb diversos relleus s'ha mantingut fins a l'actualitat.

## Danses i músiques
Tradicionalment, a Vilafranca es ballaven diverses danses de ball pla típiques de la vila com el Xirongu i la Bolangera, representades en les diades més alegres i festives, i el Ball Pla, ballat en les diades més solemnes. En l'actualitat, el Ball Pla balla dues d'aquestes peces tradicionals (la Bolangera i el Ball Pla) i altres danses pròpies d'esbart, com la Jota de Majorales d'Ulldemolins, L'Hereu Riera o L'Indiot. El 2023, amb motiu del cinquantè aniversari del Ball, es va recuperar el Xirongu amb una nova coreografia creada per Roser Blanch.
L'acompanyament musical del ball pla variava segons el lloc. Al Penedès, l'acompanyament més generalitzat era la manxa borrega, el flabiol i el tamborí o, a vegades, una orquestra. En qualsevol cas, el ball s'adaptava als músics que hi hagués en l'indret. De vegades, a manca d'orquestra, es cantava servint-se de corrandes. Fins i tot era típic que el cant acompanyés o substituís els instruments. En aquest cas, eren els mateixos balladors qui cantaven. En alguns llocs, una estrofa la cantaven els balladors i la següent les balladores o simplement es feien dos grups. Així, mentre uns cantaven, els altres dansaven. Actualment, el Ball Pla és acompanyat per la gralla i el timbal.

## Vestuari
En reintroduir-se el Ball Pla de Vilafranca, l'any 1973, Manel Baró va ser l'encarregat de dissenyar els vestits de les balladores. Tot i que totes les balladores eren noies, la indumentària representava la figura d'hereu i de pubilla. Durant els anys setanta, els hereus vestien camisa blanca, pantalons negres per sobre del genoll, armilla, mitgetes i espardenyes de pagès. Les pubilles portaven faldilles de color lila amb motius formats per raïms de diversos colors, una samarreta de color negre, un davantal, un mocador verd i una cinta al final de les faldilles, també verda; una gandalla al cap, i espardenyes.
L'any 1983, el vestuari va canviar. A partir d'aquell moment, els hereus portaran mitges blanques, espardenyes de vetes, pantalons de vellut marró fins a mitja cama, una armilla de vellut marró, una camisa blanca sense coll i una faixa de color negre. Les pubilles portaran uns pantalons, enagos i faldilla, un davantal brodat, mitenes, cosset, una gandalla al cap, espardenyes de vetes i un collaret arrapat al coll amb un medalló.
Finalment, el vestuari ha anat evolucionant fins a la composició actual dissenyada el 2016 per la Blanca Ferré. La indumentària de les pubilles està formada per un brusa i un cosset blanc, uns pantalons i enagos blancs, una faldilla amb motius florals i un davantal, una gandalla un llacet central que els cobreix els cabells i unes mitenes que els cobreixen els braços des del colze fins al polze. D'altra banda, els hereus porten camisa blanca, pantalons i armilla de vellut de color verd oliva, mitgetes blanques, faixa negra i espardenyes de set vetes. Les joies estan formades per les arracades, compostes per sis cercles de plata i el camafeu, una cinta de vellut negre amb un peça central de plata amb la silueta d'una parella d'hereu i pubilla.
La indumentària és completada amb diversos complements per algunes de les danses: Una cinta amb la senyera per ballar L’Indiot, una creu de ras verd amb monedes de plom a les puntes per ballar L’Hereu Riera, i un mocador de cotó blanc amb brodat a la punta per la Cercavila.